# Enicospilus zemiotes
Enicospilus zemiotes là một loài tò vò trong họ Ichneumonidae.